# اقتل بيل الجزء 1 (موسيقى)
الموسيقى التصويرية لفيلم اقتل بيل هي الموسيقى للفيلم كوينتن تارانتينو اقتل بيل المؤلف من جزأين. تم إصداره في 23 سبتمبر 2003، ووصل إلى المرتبة 45 على مخطط ألبوم بيلبورد 200 ورقم 1 في مخطط الموسيقى التصويرية. تم تنظيمها وإنتاجها وتنسيقها في معظمها بواسطة روبرت فيتزجيرالد ديغز من وو تانج كلان.

## روابط خارجية
- اقتل بيل الجزء 1 على موقع أول موفي (الإنجليزية)